# Håkan Pörtfors
Sven Håkan Pörtfors, född 29 maj 1931 i Vasa, död 23 december 2010 i Helsingfors, var en finländsk skådespelare. 

## Biografi
Pörtfors genomgick Svenska Teaterns elevskola 1948–1950. Han var engagerad vid Lilla Teatern 1950–1952, vid Wasa Teater 1952–1953 och anställdes vid Svenska Teatern 1953. Efter ett antal operettroller slog han igenom 1962 som den blide konstdocenten i Bo Skölds Min kära är en ros, därefter följde karaktärsrollen Christopher i Georges Schehadés Resan. Han roade som musikalartist med ett register som sträckte sig från den fenomenalt skicklige Jamie i My Fair Lady till den vackre Sigismund i Vita hästen. I många roller gjorde sig Pörtfors avväpnande humor och karakteriseringsförmåga gällande; här märks till exempel hans gripande morbror Sid i Sköna ungdomstid. 
Flera av hans musik- och visprogram har blivit stora framgångar. Han byggde bland annat upp ett charmfullt musikaliskt Evert Taube-collage, À la Taube. Han regisserade och sammanställde storframgången Stadin kundi, en musikalisk förlustelse kring Georg Malmstén, ett musikprogram om Jacques Brel och musikkavalkaderna Hur står det till? om Ernst Rolf och Godzinsky i våra hjärtan.